# 블루노즈 (고등어목 어류)
블루노즈(Hyperoglyphe antarctica)는 고등어목 샛돔과에 속하는 어류이다. 몸길이는 1.4m에 몸무게가 60kg인 대형어류에 속한다.

## 특징과 먹이
블루노즈는 도미목 도미과에 속하는 블루노즈와 같은 이름을 쓰지만 엄연히 다른 물고기로서 고등어목 샛돔과에 속하는 물고기이다. 옆줄은 아가미에서부터 꼬리지느러미까지 이어져있고 몸은 옆줄을 기점으로 등쪽은 푸른색이며 아랫쪽은 흰색이다. 또한 큰눈으로 인해 파란색이 더 밝으며 큰 눈을 따라 청동색의 광택도 나는 물고기이다. 또한 등지느러미는 2개가 있으며 제2의 등지느러미가 제1의 등지느러미보다 크다. 먹이로는 피낭동물들을 주로 잡아먹지만 멸치, 청어, 정어리와 같은 작은물고기와 오징어, 문어와 같은 두족류, 새우와 게와 같은 갑각류도 잡아먹는 육식성어류이며 때로는 자기들끼리 서로 동족포식을 하기도 한다.

## 서식지와 어획
블루노즈의 주요한 서식지는 남부 태평양이며 뉴질랜드의 일대에서 가장 많은 개체수가 서식한다. 수심 40~1500m에 사는 심해어이다. 낮에는 주로 심해에서 지내지만 밤이 되면 표해수대로 올라와 먹이사냥을 벌이기도 하며 62cm~72cm가 되면 성적으로 성숙하게 되는데 블루노즈에선 8~12세의 연령기에 해당되고 산란기가 되면 수컷은 암컷을 두고 싸우기도 한다. 산란기에 수컷의 수정을 받은 암컷은 한번에 200만개에서 1100만개의 알을 산란한다. 블루노즈는 먹을 수가 있는 어류인데 뉴질랜드에선 블루노즈를 잡아서 회나 그 밖에 다양한 요리를 하기도 한다.

## 같이 보기
- 고등어목
- 샛돔과